# Air-Rhodesia-Flug 825
Am 3. September 1978 wurde eine Vickers Viscount auf dem Air-Rhodesia-Flug 825 von einer Boden-Luft-Rakete getroffen und verunglückte bei der folgenden Außenlandung.

## Verlauf
Die Vickers Viscount der Air Rhodesia führte einen Linienflug von Victoria Falls über Kariba nach Salisbury durch. Nach der Zwischenlandung startete die Maschine um 17:10 Uhr Ortszeit vom Flughafen Kariba. Kurz nach dem Start traf eine von der Zimbabwe People’s Revolutionary Army (ZIPRA) abgefeuerte Rakete des Typs 9K32 Strela-2 die rechte Tragfläche des Flugzeugs. Die ZIPRA war der militärische Arm der Zimbabwe African People’s Union. Die Piloten leiteten einen Notsinkflug ein und entschlossen sich zu einer Außenlandung. Um ca. 17:30 Uhr setzte das Flugzeug in der Savanne auf. Bei der Bruchlandung machte die Maschine einen Ringelpiez, brach auseinander und fing Feuer. Von den 56 Insassen überlebten zunächst 18 den Zwischenfall. Kämpfer der ZIPRA griffen die Überlebenden mit automatischen Waffen an und töteten zehn Personen. Fünf Insassen der Maschine, welche die Unfallstelle zuvor verlassen hatten, um Wasser und Hilfe zu holen, sowie drei Personen, die sich während des Überfalls verstecken konnten, überlebten den Angriff und wurden am nächsten Tag gerettet.

## Folgen
Die Rhodesische Armee führte als Folge die Operation Gatling durch, ein Angriff auf ZIPRA-Kämpfer im benachbarten Sambia. Die Armee, die das Territorium des Staates Sambia verletzte, informierte Sambias Regierung darüber, dass man nicht gegen den Staat Sambia, sondern nur gegen Terroristen vorgehe. Nach rhodesischen Angaben wurden bei der Operation über 1.500 ZIPRA-Kämpfer und einige kubanische Militärberater getötet, nach Angaben der Historiker Paul Moorcraft und Peter McLaughlin wurden mehrere Hundert unbewaffnete Zivilisten ermordet.